# يسبر لاوريدسن
يسبر لاوريدسن (بالدنماركية: Jesper Lauridsen) هو لاعب كرة قدم دنماركي في مركز الدفاع، ولد في 27 مارس 1991 في إقليم ميديولند في الدنمارك. شارك مع منتخب الدنمارك تحت 19 سنة لكرة القدم ومنتخب الدنمارك تحت 21 سنة لكرة القدم. أما مع النوادي، فقد لعب مع نادي إيسبيرغ ونادي ميتييلاند.

## وصلات خارجية
- يسبر لاوريدسن على موقع قاعدة بيانات كرة القدم.إي يو (الإنجليزية)
- يسبر لاوريدسن على موقع Soccerway.com (الإنجليزية)
- يسبر لاوريدسن على موقع AS.com (الإسبانية)